# Vincent Victor Dereere
Vincent Victor Dereere OCD (* 12. Februar 1880 in Ostende, Belgien; † 31. Dezember 1973 in Ypern) war ein belgischer Karmelit und Missionar.
Victor Dereere war der Sohn von Auguste Dereere und seiner Frau Rosalie Vandorpe. Er wurde am 17. Juni 1905 zum Priester geweiht. Am 7. September 1924 trat er mit dem Ordensnamen Vincent de Ste Thérèse in den Orden der Unbeschuhten Karmeliten ein und ging 1926 in die Mission nach Indien. Als Professor und Spiritual am Seminar von Quilon wurde er 1933 zum Provinzvikar der Mission in Quilon ernannt.
Papst Pius XI. ernannte ihn am 10. Februar 1936 zum Bischof von Quilon in Indien. Am 17. Mai 1936 weihte Leo Peter Kierkels CP, Apostolischer Delegat in Indien, ihn zum Bischof. Mitkonsekratoren waren Alois Benziger OCD, sein Vorgänger als Bischof von Quilon, und Lawrence Pereira, Bischof von Kottar. Als Quilon einem einheimischen Bischof übergeben wurde,  versetzte ihn der Papst am 1. Juli 1937 auf den neuerrichteten bischöflichen Stuhl des lateinischen Bistums Trivandrum, dessen Gebiet von Quilon abgetrennt wurde. Am 24. Oktober 1966 nahm Papst Paul VI. seinen Rücktritt an und ernannte ihn zum Titularbischof von Ibora.
Dereere nahm an allen vier Sitzungsperioden des Zweiten Vatikanischen Konzils als Konzilsvater teil.